# Орден Рутової корони
Орден Рутової корони (нім. Hausorden der Rautenkrone) — нагорода Саксонського королівства.

## Походження назви
Назва ордена пов'язана з історичним гербом Саксонії. Згідно з традицією, його історія наступна: в 1181 герцог Бернгард III, після того, як був удостоєний титулу герцога Саксонського, постав перед імператором Фрідріхом I, тримаючи в руках свій щит, прикрашений золотими і чорними смугами. Оскільки стояла спека, імператор приймав Бернгарда з вінком із рути на голові. Він зняв вінок і поставив його на верхній правий кут щита герцога, створивши таким чином саксонський герб, який визнається у всіх саксонських землях.

## Історія
На початку свого правління перший король Саксонії Фрідріх Август I для нагородження за заслуги мав лише Військовий орден Святого Генріха. Тому в 1807 році, в перший же рік після сходження на престол, він створив орден Рутової корони, щоб мати можливість заохотити і державних чиновників. Про запровадження цієї нагороди було оголошено під час візиту в Саксонію Наполеона Бонапарта, який повертався в Париж після укладання Тільзитського миру.

## Опис
Орденський знак — золотий, покритий зеленою емаллю мальтійський хрест у білому із золотом обрамленні. У куточках хреста виділяються частини золотого вінка з рути. В центрі хреста знаходиться оточений зеленим рутовим вінком медальйон. На аверсі медальйона, на срібній основі, під короною золотом записані ініціали засновника ордену «FA», на реверсі — девіз ордену «PROVIDENTIÆ MEMOR» (Пам'ятаючи про провидіння). Орден мав лише один клас.
Орден носився на орденській стрічці соковитого зеленого кольору від правого плеча до лівого стегна, міг також носитися на ланцюзі.

## Галерея

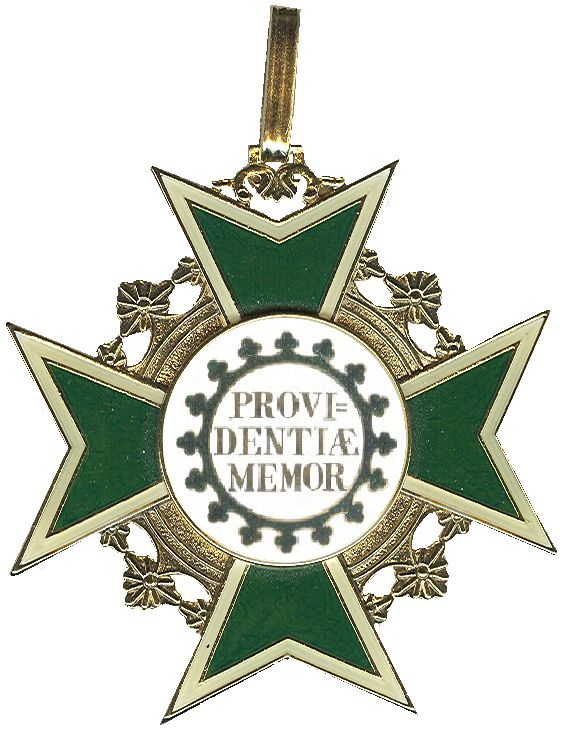
Реверс.
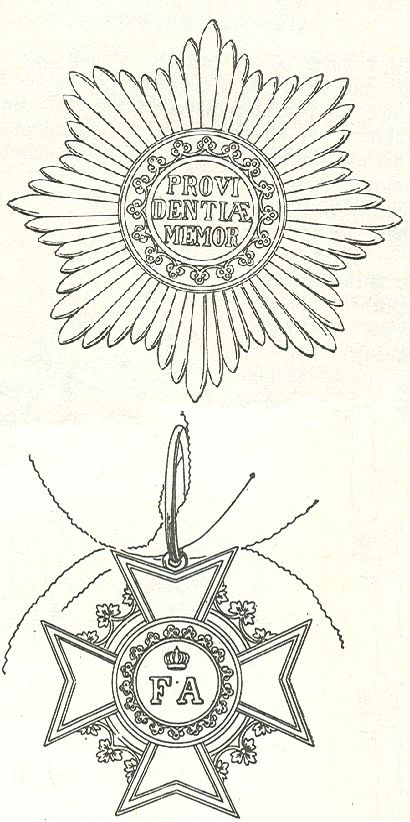
Зірка і хрест.
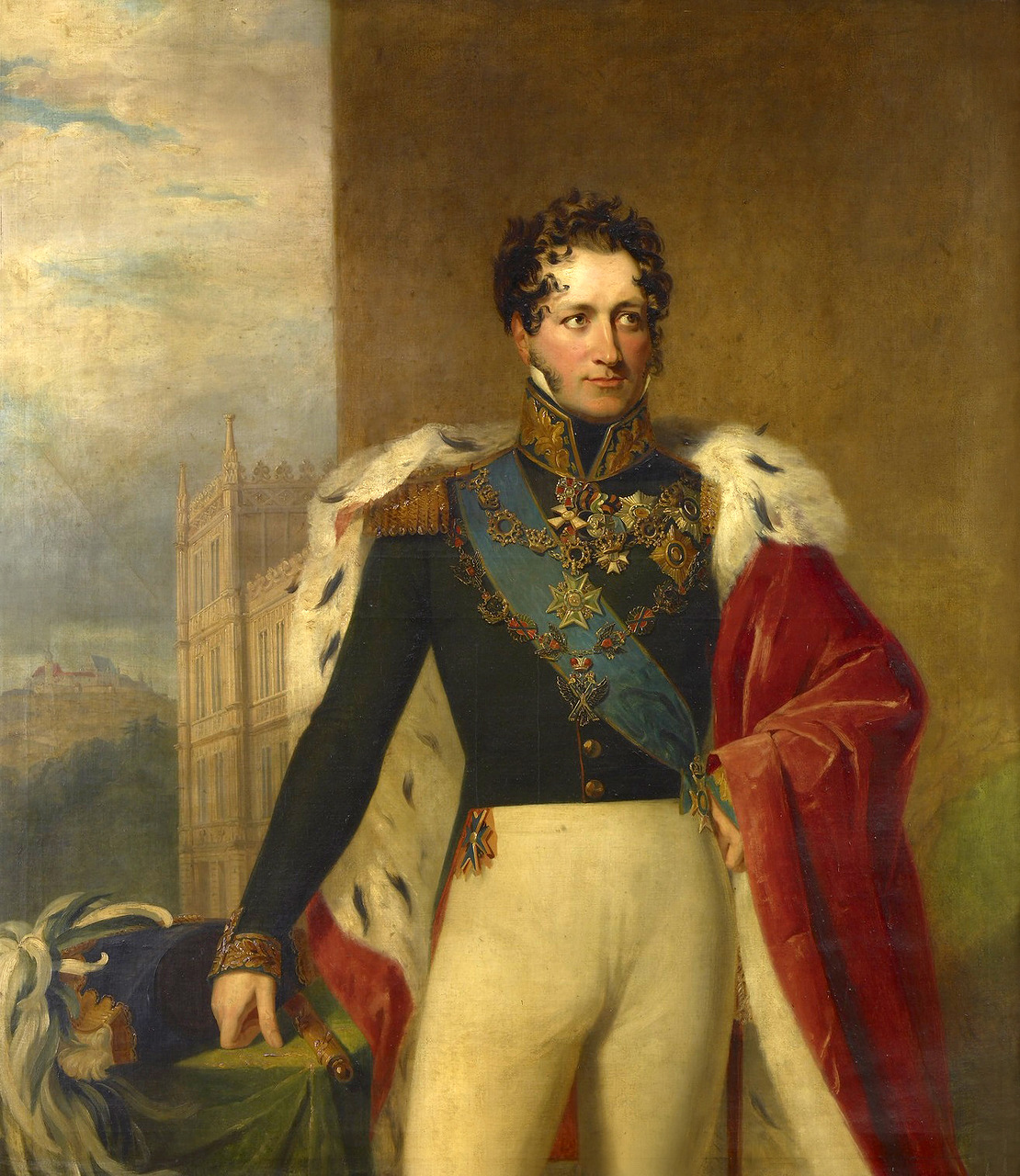
Герцог Ернст I Саксен-Кобург-Готський з орденом на ланцюзі.